# 班廷陨石坑
班廷陨石坑（Banting）是位于月球正面澄海中部的一座小撞击坑，其名称取自加拿大杰出医学家，胰岛素发现者弗雷德里克·格兰特·班廷爵士(1891年-1941年)，1973年被国际天文学联合会正式接受。

## 描述

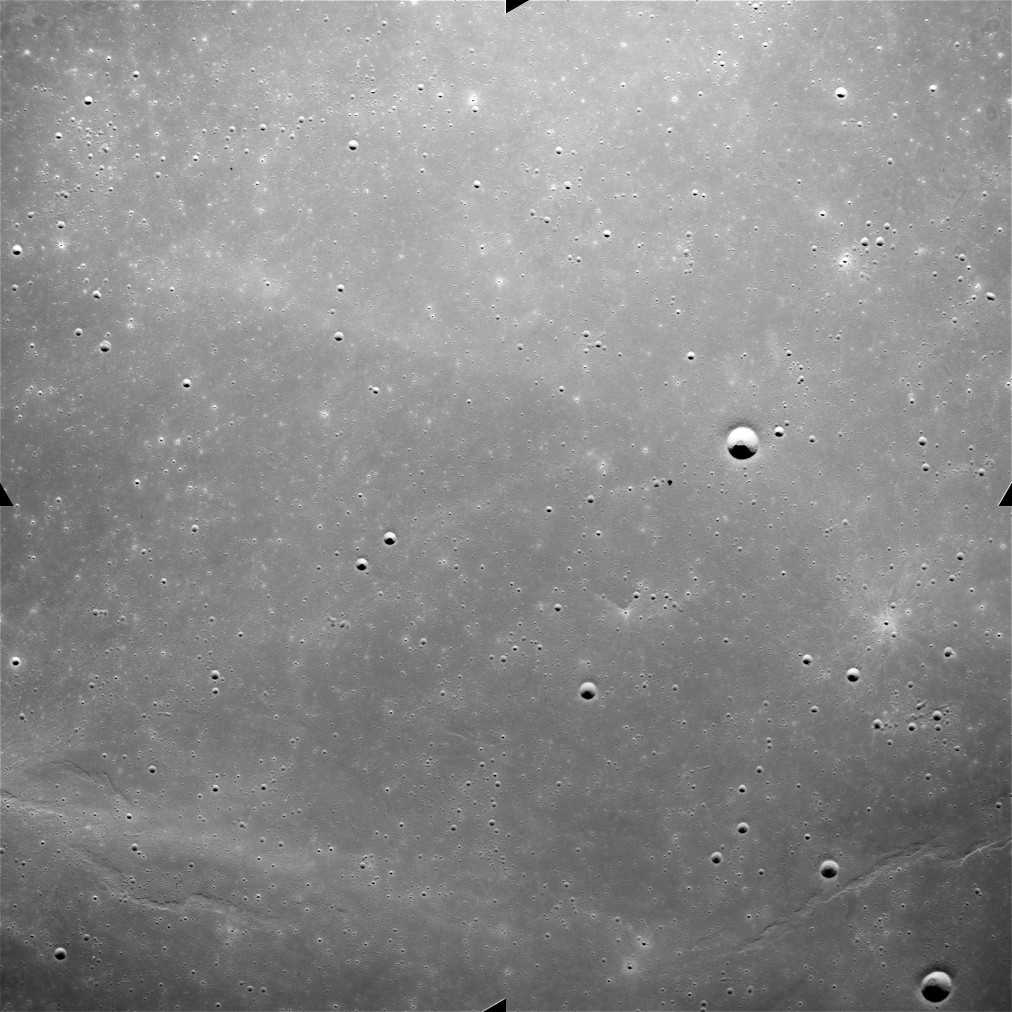
班廷陨石坑(图中右侧)的周边，阿波罗15号拍摄

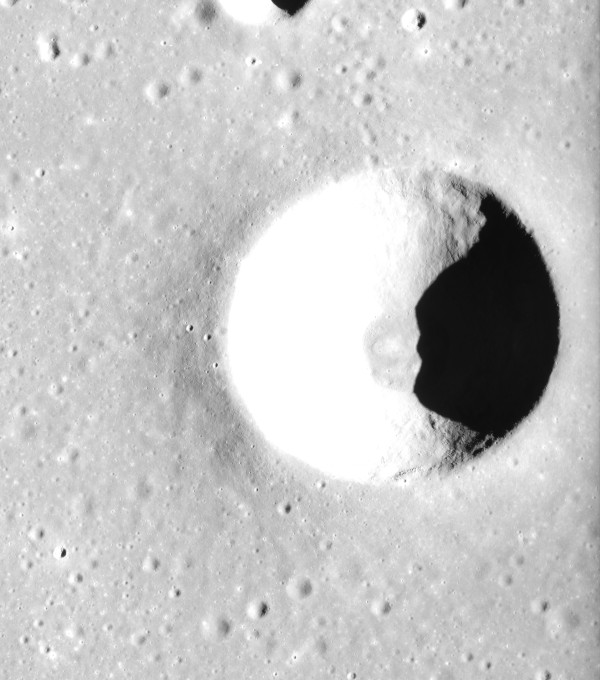
阿波罗15号拍摄的斜视图

该陨坑西北偏西靠近林奈陨石坑、西南毗邻类似的萨拉巴伊陨石坑和芬施陨石坑、而醒目的贝塞尔陨石坑则位于它的东南偏南面。该陨坑中心月面坐标为26°35′N 16°26′E / 26.58°N 16.43°E，直径5.15公里，深约0.88公里。
班廷陨石坑外观呈圆杯状，几乎未显示有任何磨损或侵蚀迹象。坑壁最大高出周边地形190米，内部容积约为5.46公里3。陨坑周边区域较为平坦，密布着众多细小的撞击坑。
它的形态特征隶属于"BIO 型"(以该类陨石坑的典型代表—"毕奥陨石坑"所命名)。
在1973年被国际天文学联合会正式命名前，该陨坑曾被称作卫星坑"林奈 E"(所谓的"卫星坑标记法"：以所靠近的主坑名+字母来命名)。
班廷陨石坑两侧地区曾经是美国阿波罗15号和阿波罗17号飞船的登月点，均位于它两边数百英里处。

## 命名
"班廷陨石坑"是1973年国际天文学联合会批准的约50个新陨坑名之一，是首次地在通过拓宽陨坑名采纳范围规则后所选择的名称。
确立该项规则的启因是阿波罗飞船拍摄的照片，它提供了一幅极其详细、布满月坑的月球地图，事实上也提出了更多名称的需要，迫使国际天文学联合会急需对现有陨坑命名规则作出调整或改变。以前的做法是：对大陨坑提供一个唯一名，而它周边的小陨坑则是以大陨坑名+不同的字母来命名。
以前使用的陨坑名仅限于天文学家以及对天文学、哲学作出过贡献之人，而新规则则允许选用在生物学方面作出了贡献的已故科学家，如班廷博士。另外，选用对象还扩大至其它领域或在文化、艺术方面作出过贡献的人，如作家、作曲家或艺术家等。

## 参引资料
1. ↑   (PDF).   [2017-07-08]. （原始内容存档 (PDF)于2016-03-05）.
2. ↑  .   [2017-07-08]. （原始内容存档于2020-11-27）.
3. 1 2  Lunar Impact Crater Database
4. 1 2  "Eight Canadians put their names on lunar map". The Toronto Star, September 27, 1974
5. ↑  ”New Names on the Moon” Sky and Telescope. March, 1974

## 另请参阅
- Andersson, L. E.; Whitaker, E. A. . NASA RP-1097. 1982.
- Blue, Jennifer. . USGS. July 25, 2007  [2007-08-05]. （原始内容存档于2015-05-26）.
- Bussey, B.; Spudis, P. . New York: Cambridge University Press. 2004. ISBN 978-0-521-81528-4.
- Cocks, Elijah E.; Cocks, Josiah C. . Tudor Publishers. 1995. ISBN 978-0-936389-27-1.
- McDowell, Jonathan. . Jonathan's Space Report. July 15, 2007  [2007-10-24]. （原始内容存档于2015-01-12）.
- Menzel, D. H.; Minnaert, M.; Levin, B.; Dollfus, A.; Bell, B. . Space Science Reviews. 1971, 12 (2): 136–186. Bibcode:1971SSRv...12..136M. doi:10.1007/BF00171763.
- Moore, Patrick. . Sterling Publishing Co. 2001. ISBN 978-0-304-35469-6.
- Price, Fred W. . Cambridge University Press. 1988. ISBN 978-0-521-33500-3.
- Rükl, Antonín. . Kalmbach Books. 1990. ISBN 978-0-913135-17-4.
- Webb, Rev. T. W.  6th revised. Dover. 1962. ISBN 978-0-486-20917-3.
- Whitaker, Ewen A. . Cambridge University Press. 1999. ISBN 978-0-521-62248-6.
- Wlasuk, Peter T. . Springer. 2000. ISBN 978-1-85233-193-1.